# Jennifer Maia
Jennifer Apreciada Gonçalves de Maia (Curitiba, 6 de outubro de 1988) é uma lutadora brasileira de artes marciais mistas, luta na categoria peso-mosca feminino do Ultimate Fighting Championship.

## Carreira no MMA

### Ultimate Fighting Championship
Maia foi contratada pelo Ultimate Fighting Championship em 2018.
Maia fez sua estreia no UFC contra Liz Carmouche no UFC Fight Night: dos Santos vs. Ivanov em 14 de julho de 2018. Ela perdeu por decisão unânime.
Maia enfrentou Alexis Davis em 23 de março de 2019 no UFC Fight Night: Thompson vs. Pettis. Ela venceu por decisão unânime.
Maia enfrentou Roxanne Modafferi em 20 de julho de 2019 no UFC on ESPN: dos Anjos vs. Edwards. Ela venceu por decisão unânime.
Em sua primeira luta do seu novo contrato de 6 lutas com o UFC, Maia enfrentou Katlyn Chookagian em 2 de novembro de 2019 no UFC 244: Masvidal vs. Diaz. Ela perdeu por decisão unânime.
Em 1 de agosto de 2020, no UFC Fight Night 173: Brunson x Shahbazzyan, em Las Vegas, cercado de polêmicas e lutas canceladas, no evento co-principal, a brasileira Jennifer Maia enfrentou a escocesa Joanne Calderwood e venceu a rival no 1º round por finalizando com uma chave de braço. Com a vitória sobre a escocesa, isso a credenciou a disputar o cinturão dos moscas femininos com a quirguistanesa Valentina Shevchenko. O duelo aconteceu no dia 21 de novembro de 2021 e Jennifer perdeu por decisão unânime.

## Caso de dopping
Jennifer Maia recebeu uma suspensão de seis meses imposta pela USADA, após extensa investigação sobre um flagra em um exame realizado no dia 16 de agosto de 2018, o qual a atleta brasileira testou positivo para a maior quantidade de substância ilegais já registrada nos exames anti-dopping do UFC. No seu organismo foi encontrado: furosemida, hidroclorotiazida, tiazida, clorotiazida e o metabólito de tiazida 4-amino-6-chloro-1,3-benzenedisulfonamide (ACB)", de acordo com o site do próprio UFC.
Após mais investigações, a penalidade, que poderia chegar a dois anos de suspensão, foi reduzida para seis meses, tendo sido comprovado que a curitibana foi vítima da ingestão de suplemento contaminado com as substâncias.

## Cartel no MMA
| Cartel no MMA   |             |            |
| 28 lutas        | 19 vitórias | 8 derrotas |
| Por nocaute     | 3           | 1          |
| Por finalização | 6           | 1          |
| Por decisão     | 10          | 6          |
| Empates         | 1           | 1          |

| Res.    | Cartel | Oponente                | Método                       | Evento                                  | Data       | Round | Tempo | Local                   | Notas                                                                                          |
| ------- | ------ | ----------------------- | ---------------------------- | --------------------------------------- | ---------- | ----- | ----- | ----------------------- | ---------------------------------------------------------------------------------------------- |
| Derrota | 19-8-1 | Katlyn Chookagian       | Decisão (unânime)            | UFC on ESPN: Kattar vs. Chikadze        | 15/01/2022 | 3     | 5:00  | Las Vegas, Nevada       |                                                                                                |
| Vitória | 19-7-1 | Jessica Eye             | Decisão (unânime)            | UFC 264: Poirier vs. McGregor 3         | 10/07/2021 | 3     | 5:00  | Las Vegas, Nevada       |                                                                                                |
| Derrota | 18-7-1 | Valentina Shevchenko    | Decisão (unânime)            | UFC 255: Figueiredo vs. Perez           | 21/11/2020 | 5     | 5:00  | Las Vegas, Nevada       | Pelo Cinturão Peso Mosca Feminino do UFC.                                                      |
| Vitória | 18-6-1 | Joanne Calderwood       | Finalização (chave de braço) | UFC Fight Night: Brunson vs. Shahbazyan | 01/08/2020 | 1     | 4:29  | Las Vegas, Nevada       | Performance da Noite.                                                                          |
| Derrota | 17-6-1 | Katlyn Chookagian       | Decisão (unânime)            | UFC 244: Masvidal vs. Diaz              | 02/11/2019 | 3     | 5:00  | New York City, New York | Luta no peso casado (127.2 lbs); Maia não bateu o peso.                                        |
| Vitória | 17-5-1 | Roxanne Modafferi       | Decisão (unânime)            | UFC on ESPN: dos Anjos vs. Edwards      | 20/07/2019 | 3     | 5:00  | San Antonio, Texas      | Luta no peso casado (129 lbs); Maia não bateu o peso.                                          |
| Vitória | 16-5-1 | Alexis Davis            | Decisão (unânime)            | UFC Fight Night: Thompson vs. Pettis    | 23/03/2019 | 3     | 5:00  | Nashville, Tennessee    |                                                                                                |
| Derrota | 15-5-1 | Liz Carmouche           | Decisão (unânime)            | UFC Fight Night: dos Santos vs. Ivanov  | 14/07/2018 | 3     | 5:00  | Boise, Idaho            | Estreia no UFC.                                                                                |
| Vitória | 15-4-1 | Agnieszka Niedźwiedź    | Decisão (unânime)            | Invicta FC 26: Maia vs. Niedzwiedz      | 08/12/2017 | 5     | 5:00  | Kansas City, Missouri   | Defendeu o Cinturão Peso Mosca Feminino do Invicta FC; Performance da Noite.                   |
| Vitória | 14-4-1 | Roxanne Modafferi       | Decisão (dividida)           | Invicta FC 19: Maia vs. Modafferi       | 23/09/2016 | 5     | 5:00  | Kansas City, Missouri   | Defendeu o Cinturão Peso Mosca Feminino do Invicta FC; Luta da Noite.                          |
| Vitória | 13-4-1 | Vanessa Porto           | Decisão (unânime)            | Invicta FC 16: Hamasaki vs. Brown       | 11/03/2016 | 5     | 5:00  | Las Vegas, Nevada       | Ganhou o Cinturão Peso Mosca Vago do Invicta FC; Luta da Noite; Foi promovida a campeã linear. |
| Vitória | 12-4-1 | Dayana Silva            | Decisão (majoritária)        | Imortal FC 2: Kamikaze                  | 13/12/2015 | 3     | 5:00  | São José dos Pinhais    | Luta no Peso Galo.                                                                             |
| Vitória | 11-4-1 | Marta Souza             | Nocaute Técnico (socos)      | Samurai FC 12: Hearts on Fire           | 10/10/2015 | 1     | 2:51  | Curitiba                |                                                                                                |
| Vitória | 10-4-1 | Stephanie Bragayrac     | Nocaute (joelhada)           | Imortal FC 1: The Invasion              | 13/06/2015 | 2     | 2:07  | São José dos Pinhais    |                                                                                                |
| Derrota | 9-4-1  | DeAnna Bennett          | Decisão (unânime)            | Invicta FC 10: Waterson vs. Tiburcio    | 05/12/2014 | 3     | 5:00  | Houston, Texas          |                                                                                                |
| Vitória | 9-3-1  | Elaine Albuquerque      | Decisão (unânime)            | Talent MMA Circuit 11                   | 23/08/2014 | 3     | 5:00  | São José dos Pinhais    |                                                                                                |
| Vitória | 8-3-1  | Mariana Morais          | Finalização (mata leão)      | Talent MMA Circuit 9                    | 10/05/2014 | 2     | 2:18  | São José dos Pinhais    |                                                                                                |
| Derrota | 7-3-1  | Leslie Smith            | Decisão (unânime)            | Invicta FC 6: Coenen vs. Cyborg         | 13/07/2013 | 3     | 5:00  | Kansas City, Missouri   |                                                                                                |
| Vitória | 7-2-1  | Zoila Frausto           | Decisão (unânime)            | Invicta FC 5: Penne vs. Waterson        | 05/04/2013 | 3     | 5:00  | Kansas City, Missouri   |                                                                                                |
| Vitória | 6-2-1  | Jéssica Andrade         | Decisão (unânime)            | Samurai FC 9: Water vs. Fire            | 15/12/2012 | 3     | 5:00  | Curitiba                |                                                                                                |
| Derrota | 5-2-1  | Sheila Gaff             | Nocaute (socos)              | Cage Warriors Fight Night 4             | 16/03/2012 | 1     | 0:10  | Dubai                   |                                                                                                |
| Vitória | 5-1-1  | Tatiane Porfirio Aguiar | Finalização (chave de braço) | Pink Fight 1                            | 29/01/2012 | 2     | 1:17  | Porto Seguro            |                                                                                                |
| Derrota | 4-1-1  | Vanessa Porto           | Finalização (chave de braço) | Kumite MMA Combate                      | 28/10/2011 | 2     | 3:55  | Porto Alegre            |                                                                                                |
| Empate  | 4-0-1  | Kalindra Faria          | Empate (dividido)            | Power Fight Extreme 4                   | 20/11/2010 | 3     | 5:00  | Curitiba                |                                                                                                |
| Vitória | 4-0    | Alessandra Silva        | Finalização (chave de braço) | Gladiators Fighting Championship 2      | 16/10/2010 | 1     | 1:50  | Curitiba                |                                                                                                |
| Vitória | 3-0    | Jenifer Haas            | Nocaute Técnico (socos)      | Challenge Mixed Martial Arts            | 07/08/2010 | 1     | 1:18  | Curitiba                |                                                                                                |
| Vitória | 2-0    | Alessandra Silva        | Finalização (mata leão)      | Power Fight Extreme 2                   | 13/03/2010 | 1     | 4:03  | Curitiba                |                                                                                                |
| Vitória | 1-0    | Suelen Pinheiro Ribeiro | Nocaute Técnico (socos)      | Brave FC 4: Explosion                   | 05/12/2009 | 1     | 2:01  | Curitiba                | Estreia no Peso Mosca.                                                                         |